# Golden Rock Inn
Das Golden Rock Inn (französisch Domaine de Golden Rock) ist eine ehemalige Plantage in der Nähe von Gingerland auf der Insel Nevis im karibischen Inselstaat St. Kitts und Nevis. Das Hauptgebäude ist eines der besterhaltenen Landhäuser in Nevis. Heute befindet sich in dem Gebäude ein Luxushotel.

## Geschichte
Das Landhaus wurde in Pares West India Fortune erwähnt, als es von John Pinney auf Hypothek gekauft wurde. Er erbaute und renovierte einige Gebäude. Danach ging die Plantage über in den Besitz von Edward Huggins (um 1790). In den 1800er Jahren wurde das Gebäude umfangreich erweitert. 1899 wurde der Vater von Norman Maynard Direktor der Plantage.

### Renovierungen
Der Komplex wurde von Helen und Brice Marden erworben, die umfangreiche Renovierungsarbeiten vornahmen und das Anwesen in ein Luxushotel umwandelten. Die Windmühle von 1811 war eine der ersten Windmühlen zur Bearbeitung von Zuckerrohr. Heute befindet sich darin eine Hochzeits-Suite. Das Büro des Hotels war früher die Zählmeisterei der Plantage. Das Ausführung des Mauerwerks ist einzigartig in Nevis, da Edward Huggins extra Maurermeister aus England kommen ließ, um seinen Sklaven das Mauern beizubringen. Der Speisesaal, die Bar und der Rezeptionsbereich entstanden aus einem Hospital für Sklaven, welches ebenfalls aus Stein-Mauerwerk aufgeführt wurde, allerdings erst nach der Sklavenbefreiung 1813. 1958 wurde das Gebäude mit den Maßen von 100 × 25 ft (30,5 × 7,6 m) restauriert und vergrößert. Der neu angebaute Speisesaal ist durch eine monumentale Treppe zugänglich.
Die ursprünglich belassenen Gebäude wurden sorgfältig von Bewuchs gereinigt und zeigen die frühere Größe der Anlage. Das Hotel wird oft in verschiedenen Magazinen aufgeführt.

### Garten
Die Renovierung des Herrenhauses wurde begleitet durch die Anlage eines üppigen Tropengartens durch den US-amerikanischen Landschaftsarchitekten Raymond Jungles aus Miami.